# Pseudalsophis occidentalis
Pseudalsophis occidentalis — вид змій родини полозових (Colubridae). Ендемік Галапагоських островів

## Поширення і екологія
Pseudalsophis occidentalis мешкають на островах Ісабела, Фернандіна і Тортуга в архіпелазі Галапагоських островів. Вони живуть в сухих чагарникових заростях, серед вулканічних прибережних скель і застиглих потоків лави, трапляються в садах. На ферндандині зустрічаються на висоті до 1200 м над рівнем моря, на Ісабелі на висоті до 300 м над рівнем моря.